# (35772) 1999 JM7
1999 JM7 (asteroide 35772) é um asteroide da cintura principal. Possui uma excentricidade de 0.12277750 e uma inclinação de 7.99355º.
Este asteroide foi descoberto no dia 8 de maio de 1999 por CSS em Catalina.